# Battaglia di Le Chêne
La battaglia di La Chêne (o battaglia di Chêne) è stata una battaglia della quinta guerra di Vandea combattuta il 6 giugno 1832 a Vieillevigne.

## Preludio
Durante l'insurrezione legittimista del 1832, Charles Athanase Marie de Charette de La Contrie formò una piccola truppa di 300 vandeani composta da borghesi di Nantes comandati dal tenente della gendarmeria Laroche e da contadini provenienti da Rezé, Montbert e Geneston. Charette doveva riunirsi ad altri 150 insorti di Saint-Philbert-de-Bouaine e Saint-Étienne-de-Mer-Morte comandati da Louis de Cornulier. Questi ultimi vennero però sorpresi e messi in fuga da un distaccamento di soldati comandati dal colonnello Duvivier.
Charette raggiunse quindi Aigrefeuille-sur-Maine, dove apprese della sconfitta di La Blanchetière nella battaglia di Maisdon. Il generale Dermoncourt si mosse quindi per attaccare Charette, ma ricevette l'ordine di fare marcia indietro per combattere i vandeani ad Ancenis. Il 6 giugno, Charette si unì con un centinaio d'uomini di Legé comandati da Mornet du Temple e con qualche uomo di Clisson e Saint-Lumine-de-Clisson agli ordini di Hyacinthe Hervouët de La Robrie, e raggiunse il villaggio di Chêne.

## Lo scontro
Il 6 giugno i vandeani vennero attaccati da due compagnie del 44º reggimento di fanteria di linea comandate dai capitani Schwin e Lacroix. I vandeani si disposero per l'imboscata, La Roberie a destra, Charette a sinistra e la cavalleria come riserva. I soldati orleanisti si mossero verso il villaggio. La compagnia di Lacroix tentò di prendere i vandeani alle spalle, ma venne scacciata, come pure quella di Schwin che finì per trovarsi inferiore di numero. Charette li inseguì prima di trovarsi al villaggio di Chêne, ma quattro compagnie arrivarono sul campo di battaglia prendendo i vandeani alle spalle. Iniziò quindi una nuova battaglia, che questa volta fu a svantaggio dei vandeani, che presi dal panico fuggirono. I fuggitivi incontrano una nuova compagnia di granatieri a Pont-James dove persero ulteriori uomini.
Le perdite furono di 5 morti e 10 feriti per gli orleanisti e di 34 morti per i vandeani. Dopo questo disastro, Charette sciolse le sue truppe.